# Cygnodraco mawsoni
Genre
Espèce
Cygnodraco mawsoni est une espèce de poissons de la famille des Bathydraconidae. C'est la seule espèce de son genre Cygnodraco (monotypique).
On trouve probablement Cygnodraco mawsoni dans toutes les eaux qui bordent l'Antarctique.
- Taille maximale connue : 40 cm.